# Opisthoxia albanaria
Opisthoxia albanaria är en fjärilsart som beskrevs av Charles Oberthür 1916. Opisthoxia albanaria ingår i släktet Opisthoxia och familjen mätare. Inga underarter finns listade i Catalogue of Life.